# Anthrax alagoezicus
Anthrax alagoezicus är en tvåvingeart som beskrevs av Paramonov 1935. Anthrax alagoezicus ingår i släktet Anthrax och familjen svävflugor. Inga underarter finns listade i Catalogue of Life.